# Сердюков, Пётр Иванович
Пётр Иванович Сердюков (род. 8 декабря 1945, Баку) — советский и российский инженер-конструктор стрелкового оружия, лауреат Государственной премии Российской Федерации (1993).
Известен как создатель 14 образцов оружия и специальных технических средств, принятых на вооружение, в том числе — самозарядного пистолета СР-1 (СПС, Индекс ГРАУ 6П53, пистолет Сердюкова), снайперской винтовки ВСС (Индекс ГРАУ 6П29) и бесшумного автомата АС «Вал» (Индекс ГРАУ 6П30).

## Факты из биографии
Родился в семье военнослужащего . С 1963 года по 1969-й проходил обучение в Тульском Политехническом институте.
С 1969 года поступил по распределению в Центральный научно-исследовательский институт точного машиностроения (ЦНИИТОЧМАШ) на должность инженера-конструктора. В этом звании работал некоторое время помощником знаменитого оружейника Сергея Симонова над конструкцией новой самозарядной снайперской винтовки.
С конца 1960-х активно участвовал в проекте «Моруж» по созданию подводного пистолета для ВМФ СССР. Под руководством Владимира Симонова был представлен образец АО-45, который с принятием на вооружение в 1971 году получил обозначение СПП-1. В данной конструкции Пётр Сердюков занимался разработкой ударно-спускового механизма, рамки и узла запирания, причём идея этого элемента, по воспоминаниям Сердюкова, была позаимствована у бесшумного пистолета МСП, созданного конструктором Р.Д. Хлыниным на Тульском оружейном заводе.
В дальнейшем, в рамках проекта «Моруж-3» Петром Сердюковым был представлен автомат для подводной стрельбы АГ-022 под специальный 5,66-мм патрон МПС, который был принят на вооружение в 1975 году под обозначением АПС.
Проживает в городе Климовске Московской области.

## Награды и премии
- Государственная премия Российской Федерации
- Орден Дружбы
- Почётная грамота Российского агентства по обычным вооружениям